# 楢原省吾
楢原 省吾（ならはら しょうご、1898年3月31日 - 1944年7月19日）は、日本の海軍軍人。最終階級は海軍少将。

## 履歴
1898年（明治31年）3月、高知県高知市水通町（すいどうちょう）で楢原多吉の息子として生まれた。1915年（大正4年）、県立第一中学校卒を経て、1920年（大正9年）7月、海軍兵学校（48期）を卒業。翌年6月に海軍少尉任官。その後、海軍水雷学校、海軍砲術学校、海軍潜水学校の各普通科を卒業した。
1923年（大正12年）12月、「第22潜水艦」乗組となる。以後、潜水艦乗務が続き、1931年（昭和6年）12月、「呂号第27潜水艦」長に就任。1933年（昭和8年）11月、海軍少佐に昇進し、1934年（昭和9年）3月から7月まで潜水学校甲種学生として学んだ。
1934年7月、「呂号第27潜水艦」長に復帰し、駆逐艦「朝風」「帆風」の各艦長、「伊号第54潜水艦」「伊号第71潜水艦」の各艦長、駆逐艦「江風」艦長などを歴任。1938年（昭和13年）11月、海軍中佐に進級。同年12月、「伊号第57潜水艦」艦長となり、「伊号第58潜水艦」「伊号第6潜水艦」の各艦長、「伊号第19潜水艦」艤装員長・艦長を歴任し、太平洋戦争を迎えた。真珠湾攻撃において第一航空艦隊の哨戒隊を務める。
1942年（昭和17年）7月、横須賀鎮守府付となり、同月、第6潜水隊司令に着任し、1943年（昭和18年）5月、海軍大佐に昇進。以後、第33潜水隊司令、第34潜水隊司令、第12潜水隊司令、第7潜水隊司令等を歴任。1944年（昭和19年）7月、内南洋方面で乗艦「伊号第5潜水艦」が戦没。戦死と同時に海軍少将に特進した。

## 参考資料
- 『高知県人名事典』高知市民図書館、1970年。
- 外山操編『陸海軍将官人事総覧 海軍篇』芙蓉書房出版、1981年。
- 外山操『艦長たちの軍艦史』光人社、2005年。
- 福川秀樹『日本海軍将官辞典』芙蓉書房出版、2000年。
- 海軍歴史保存会編『日本海軍史』第9巻、発売:第一法規出版、1995年。